# Roger Soler
Roger Soler (* 20. September 1960) ist ein ehemaliger peruanischer Langstreckenläufer.
Als Sportstipendiat studierte er zunächst am Hancock Jr. College und dann an der University of Texas at San Antonio. 1984 wurde er für den 5000-Meter-Lauf der Olympischen Spiele in Los Angeles nominiert, bei dem er in der Vorrunde ausschied. Im Jahr darauf stellte er über dieselbe Distanz den aktuellen nationalen Rekord von 13:55,1 min auf.
Über die 42,195-km-Distanz kam er beim Houston-Marathon 1986 auf Platz 21 und stellte dabei mit 2:18:42 h einen weiteren Landesrekord auf. Zwei Jahre später verbesserte er beim Boston-Marathon diese Marke auf 2:17:46 und kam auf den 23. Platz. Als Lokalmatador gewann er dreimal den San-Antonio-Marathon (1988, 1990 und 1992).
1989 eröffnete er das Sportgeschäft Soler’s Sports, von dem es 2011 drei Filialen in San Antonio gab.

## Persönliche Bestzeiten
- 3000 m: 7:59,40 min, 28. Juni 1983, Oslo (ehemaliger peruanischer Rekord)
- 5000 m: 13:55,1 min, 4. Mai 1985, Austin (peruanischer Rekord)
- 10-km-Straßenlauf: 29:34 min, 20. März 1983, Austin (ehemaliger peruanischer Rekord)
- Marathon: 2:17:46 h, 18. April 1988, Boston (ehemaliger peruanischer Rekord)